# وپرلا
وپرلا (به انگلیسی: Vaparala) یک زیستگاه انسانی در هند است که در YSR district واقع شده‌است.

## خصوصیات
وپرلا ۶٬۶۰۲ نفر جمعیت دارد.